# Pedro Alcántara Herrán
Pedro Alcántara Herrán Martínez de Zaldúa (Bogotá, 19 de outubro de 1800 – Bogotá, 26 de abril de 1872) foi um diplomata e político colombiano. Ocupou o cargo de presidente de seu país entre 1 de abril de 1841 - 1 de abril de 1845.